# Prêmio de seguro
O prémio de seguro (português europeu) ou prêmio de seguro (português brasileiro) é a prestação paga pelo segurado, para a contratação do seguro, que se efectiva com a emissão da apólice por parte da empresa seguradora.
Quantia entregue pelo tomador do seguro à empresa de seguros que corresponde ao preço da contratação do seguro em contrapartida da prestação da garantia, num dado período. Prémio bruto + fiscal (selo de apólice) + parafiscais (INEM, FAT,ANPC)
Prémio Comercial: é o custo teórico médio das coberturas do contracto de seguro acrescido de outros custos ou gastos, nomeadamente de aquisição e de administração do contracto, bem como de gestão e cobrança.
Prémio Bruto: prémio comercial + gastos de emissão de contracto (fraccionamento, custo de apólice, actas adicionais e certificados de seguro